# Riga, New York
Riga är en kommun (town) i Monroe County i delstaten New York i USA. Vid folkräkningen år 2000 bodde 5 431 personer i kommunen. Den har enligt United States Census Bureau en area på totalt 91,4 km² varav allt är land.